# نابوليون (ممثل)
نابوليون هو سياسي وممثل هندي، ولد في 2 ديسمبر 1963 بتيريوشيراببالي في الهند.

## وصلات خارجية
- نابوليون على موقع IMDb (الإنجليزية)
- نابوليون على موقع قاعدة بيانات الفيلم (الإنجليزية)